# Застава Кукових Острва
Застава Кукових Острва базира се на традиционалном дизајну застава бивших британских колонија у Пацифичкој регији. Састоји се од плавог поља са заставом УК-а у горњем левом углу, те од 15 белих звезда постављених у круг. Плава боја представља океан и мирољубиву нарав острвљана, а звезде представљају 15 Кукових Острва. 
Од 1973. до 1979. у употреби је била зелена застава са жутим звездама. Зелена боја је представљала непрекидан раст и живот, а жута веру, љубав, срећу и верност острвљана. Круг је симболизовао јединство између острва, те између острвљана и земље. 